# Straßenbahn Sidi bel Abbès
Die Straßenbahn Sidi bel Abbès ist ein am 25. Juli 2017 eröffneter Straßenbahnbetrieb in der algerischen Stadt Sidi bel Abbès.

## Kurzbeschreibung
Der Betrieb besteht aus einer normalspurigen Straßenbahnlinie mit 14,5 km Länge und 22 Haltestellen. Sie verbindet Les Cascades im Osten der Stadt mit dem neuen Bahnhof im Norden und führt weiter über die Universität in das Stadtzentrum und von dort zum Gare Routière Sud. Sie kreuzt bei Sidi Djilali sich selbst. Die Linie wird fahrtrichtungsabhängig bezeichnet: in Richtung Les Cascades als L1, in Richtung Gare Routière Sud als L2. Eine Verlängerung von Gare Routière Sud nach Cité 20 Août mit vier Haltestellen ist geplant.
Die Strecke liegt großenteils auf eigenem Bahnkörper, 450 Meter in einer Fußgängerzone. Die Betriebszeit ist täglich von 5 bis 23 Uhr.
Der Betrieb hat ca. 700 Beschäftigte und es werden täglich ungefähr 50 000 Fahrgäste befördert (Stand März 2025).
Verlängerungen an beiden Enden dieser Linie sind geplant, eine weitere Linie befindet sich in der Vorplanung.

## Fahrzeuge
Eingesetzt werden 30 niederflurige Multigelenkwagen des Typs Citadis 402 von Alstom, die in der algerischen Stadt Annaba gebaut wurden. Die siebenteiligen Fahrzeuge sind 43,76 m lang und 2,65 m breit.